# Ras Al-Khair Power and Desalination Plant
Das Ras Al-Khair Power and Desalination Plant (arabisch محطة رأس الخير لتحلية المياه وإنتاج الطاقة, DMG Maḥaṭṭat Raʾs al-Ḫair li-taḥliyat al-miyāh wa-intāǧ aṭ-ṭāqa) ist ein saudiarabisches Erdgaskraftwerk und Meerwasserentsalzungsanlage in Ras Al-Khair. Es liegt an der Ostküste von Saudi-Arabien am Persischen Golf. Die Anlage wird von der Saline Water Conversion Corporation betrieben. Das Kraftwerk nahm seinen Betrieb im April 2014 auf. Seit 2017 ist sie die größte Meerwasserentsalzungsanlage der Welt. Die Anlage hat eine elektrische Leistung von 2400 MW. 2015 gewann die Anlage den „Desalination Plant of the Year“ Preis.

## Geschichte
Der Bau der Anlage begann 2011. Ursprünglich war die erste Produktion von Süßwasser Ende 2013 geplant. Sie fand dann Anfang 2015 statt. Der kommerzielle Betrieb findet seit März 2016 statt.
Hauptauftragsnehmer waren die Doosan Group und die Saudi Archirodon. Doosan unterschrieb im September 2010 die Verträge. Weitere Auftragnehmer war die Fluid Equipment Development Company für die Energierückgewinnungsanlage, Siemens für die Generatoren, Turbinen und das Zubehör sowie Hyosung für die Motoren.
Die Anlage hat 3500 Arbeitsplätze geschaffen.

## Betrieb
Das Salzwasser für die Anlage wird aus dem persischen Golf entnommen. Die Anlage umfasst 12 Gasturbinen. Die fünf Dampfturbinen erhalten den Dampf jeweils aus der Abwärme von zwei Gasturbinen (GuD-Kraftwerk). Es besteht aus acht Multi-stage flashing Einheiten und 17 Umkehrosmoseeinheiten. Das gewonnene Süßwasser wird über Pipelines nach Riad und Hafr al-Batin gepumpt. Ein Teil des Stromes und des Süßwassers wird in der benachbarten Aluminiumoxidschmelze verwendet. Von den 2400 MW Strom den die Anlage produziert, werden bereits 200 MW von der Anlage selbst verbraucht. Das Abwasser der Anlage wird über eine eigene Kläranlage verarbeitet und in den Persischen Golf geleitet.